# Manzoku
Manzoku – polskie wydawnictwo komiksowe z siedzibą we Wrocławiu, istniejące w latach 2005–2013. Początkowo skoncentrowane było na wydawaniu komiksów Tadeusza Baranowskiego, jednak z czasem rozbudowało swoją ofertę o amerykańskie i europejskie serie komiksowe i powieści graficzne (głównie polskie tłumaczenia publikacji z Vertigo, imprintu amerykańskiego wydawnictwa DC Comics).

## Wydane pozycje
- The Authority
- DMZ
- Mroczne miasta
- Misterium
- Koziorożec
- Originals
- Planetary
- Rork (tylko ostatni, 7. tom; wcześniejsze epizody opublikowało wydawnictwo Motopol-Twój Komiks)
- Y: Ostatni z mężczyzn
- Testament